# Ustawa konstytucyjna
Ustawa konstytucyjna – akt prawny o większej mocy prawnej niż ustawa, zawierający w sobie przepisy prawa konstytucyjnego. Ustawy tego rodzaju są zwykle uchwalane i zmieniane większością bezwzględną bądź kwalifikowaną.

## Rodzaje ustaw konstytucyjnych
Wyróżnia się następujące rodzaje ustaw konstytucyjnych (poniżej podano polskie przykłady):
- konstytucję pełną, np. Ustawa Konstytucyjna z dnia 23 kwietnia 1935 r. (Dz.U. z 1935 r. nr 30, poz. 227),
- konstytucję niepełną, np. Ustawa Konstytucyjna z dnia 19 lutego 1947 o ustroju i zakresie działania najwyższych organów Rzeczypospolitej Polskiej (Dz.U. z 1947 r. nr 18, poz. 71, z późn. zm.),
- ustawę zmieniającą lub wprowadzającą konstytucję, np. Ustawa Konstytucyjna z dnia 22 lipca 1952 r. Przepisy wprowadzające Konstytucję Polskiej Rzeczypospolitej Ludowej (Dz.U. z 1952 r. nr 33, poz. 233),
- ustawę określającą tryb i sposób przygotowywania i uchwalania nowej konstytucji, np.  Ustawa Konstytucyjna z dnia 23 kwietnia 1992 r. o trybie przygotowania i uchwalenia Konstytucji Rzeczypospolitej Polskiej (Dz.U. z 1992 r. nr 67, poz. 336, z późn. zm.).

Za ustawę konstytucyjną uznaje się także statut regionu autonomicznego państwa i akty go zmieniające lub uchylające, np. w II RP w 1920 r. uchwalono Statut Organiczny Województwa Śląskiego.
Ustawa konstytucyjna może być ponadto aktem zawieszającym obowiązywanie części przepisów konstytucji lub ograniczającym terytorialnie jej obowiązywanie

## Obecne ustawy konstytucyjne
We Włoszech nowelizacji konstytucji dokonuje się ustawą konstytucyjną. W Polsce od czasu wejścia w życie Konstytucji z 1997 nie wydaje się aktów prawnych mających w nazwie określenie "ustawa konstytucyjna" i żadne zatytułowane tym wyrażeniem wcześniej uchwalone ustawy nie obowiązują.